# Узбекизация
Узбекиза́ция (узб. o'zbeklashtirish) — неофициальный термин, используемый для обозначения процесса этнической регистрации человека этническим узбеком, начиная с Советской эпохи.
С началом советской политики национально-территориального размежевания, начавшегося в 1924 году с созданием Узбекской ССР, этнические таджики часто предпочитали идентифицировать себя как узбеков в формах переписи населения и предпочитали регистрироваться как узбеки в своих паспортах, чтобы избежать выезда из республики в менее развитый сельскохозяйственный и горный Таджикистан. Официальная узбекская статистика показывает, что общая численность таджикского населения в Узбекистане составляет около 5 %, а субъективная экспертная оценка американского востоковеда Ричарда Фольца не являющегося специалистом этнографом-социлологом и не проводившего статистических исследований, предполагает, что таджики могут составлять до 25—30 % от общей численности населения страны. Досоветская статистика дает другие данные. По статистическим данным в 1887—1888 годах в Самаркандском уезде из 254 тыс. 195 населения узбеки составляли 186 тыс. 532 человек (73 % населения), остальные жители были представлены таджиками, русскими, арабами, иранцами и др.
С 2017 года ситуация в Узбекистане изменилась и развитию этнических меньшинств уделяется больше внимания и создаются все условия для их развития. В Самарканде выходит таджикоязычная газета «Овози Самарканд», городской частный телеканал STV и областной государственный телеканал MTRK Samarqand частично вещают на таджикском языке. Популярный информационный ресурс в Узбекистане «Янги Узбекистон» с 2021 года запустил версию сайта на таджикском языке. В августе 2022 года в Самарканде был открыт второй памятник таджикско-персидскому поэту саманидской эпохи Абу Абдулло Рудаки. В 2022 году в Самаркандском государственном университете имени Ш. Рашидова было более десяти таджикских групп, в которых учатся не только самаркандцы, но и представители Таджикистана. Представители этнических меньшинств представлены почти на всех уровнях государственной власти Узбекистана.